# Relaciones Camerún-Venezuela
Las relaciones Camerún-Venezuela se refieren a las relaciones internacionales que existen entre Camerún y Venezuela.

## Historia
Entre el 9 y el 15 de abril de 2012, el embajador designado por Venezuela concurrente en Guinea Ecuatorial, Daniel Cartaya Laya, realizó una visita de trabajo a Camerún en la que presentó sus cartas credenciales ante el canciller del país, Pierre Moukoko Mbondjo.

## Misiones diplomáticas
- Venezuela cuenta con una embajada concurrente en Malabo, Guinea Ecuatorial.[2]